# David Dudley Field I
David Dudley Field, född den 20 maj 1781 i Madison i Connecticut, död den 15 april 1867, var en amerikansk kongregationalistisk prästman.
Field var författare till flera lokalhistoriska arbeten. Han var far till fyra var och en på sitt område inom amerikanskt kulturliv framstående män, nämligen juristerna David Dudley Field II och Stephen Johnson Field, telegrafmannen Cyrus West Field samt prästen och författaren Henry Martyn Field.